# Bârlad
Bârlad  (in ungherese Barlád, in tedesco Barlad) è un municipio della Romania che, secondo l'Istituto di Statistica nel 2018, aveva una popolazione di 71 831 abitanti, ubicato nel distretto di Vaslui, nella regione storica della Moldavia.

## Società

### Evoluzione demografica
Al censimento del 2002 aveva una popolazione di 69 066 abitanti, corrispondente al numero di persone strettamente connesse alla delimitazione amministrativa della città. La popolazione appare in costante declino per il forte fenomeno dell'emigrazione che contrassegna la città, la quale dagli anni '90 ha assistito ad un marcato calo del numero di abitanti, con un notevole decremento demografico, e comunque rimane il comune più grande e popoloso del distretto di Vaslui, subito dopo il capoluogo distrettuale.

## Storia
Un documento bizantino e uno emesso dalla cancelleria papale nel XII secolo attestano l'esistenza di una Terra Berladensis situata nella parte meridionale della Moldavia, mentre il primo documento che cita un mercato di nome Bârlad fu emesso dal Principe Alexandru cel Bun nel 1401.
Bârlad, fino alla costituzione del regime comunista in Romania, è stato parte del distretto di Tutova, e nel 1950 diventa "Regione di Bârlad", una delle 15 regioni che formavano la Repubblica popolare di Romania.
A quel tempo solo Suceava, Iași, Bacău, Galați in Moldavia godevano, accanto a Bârlad, dello status di città regionale. Successivamente, Bârlad perde il suo status di città regionale, divenendo centro amministrativo nella regione di Iași. La nuova ripartizione amministrativa della Romania, realizzata dopo l'anno 1968, pone la città nel distretto di Vaslui.

## Geografia fisica

### Clima
Le temperature dell'aria, sistematicamente registrate dal 1896 dalla locale stazione meteo, mostrano i seguenti valori medi: la temperatura media annuale è di 9,8 °C, con una media a luglio di 21,4 °C e una a gennaio di −3,6 °C. Come valori estremi registrati dalla stazione locale, figurano un 39,7 °C (rilevato il 30 luglio 1936) e un minimo di −30,5 °C (raggiunto il 25 gennaio 1942).

### Corsi d'acqua
- Bârlad

## Punti di interesse

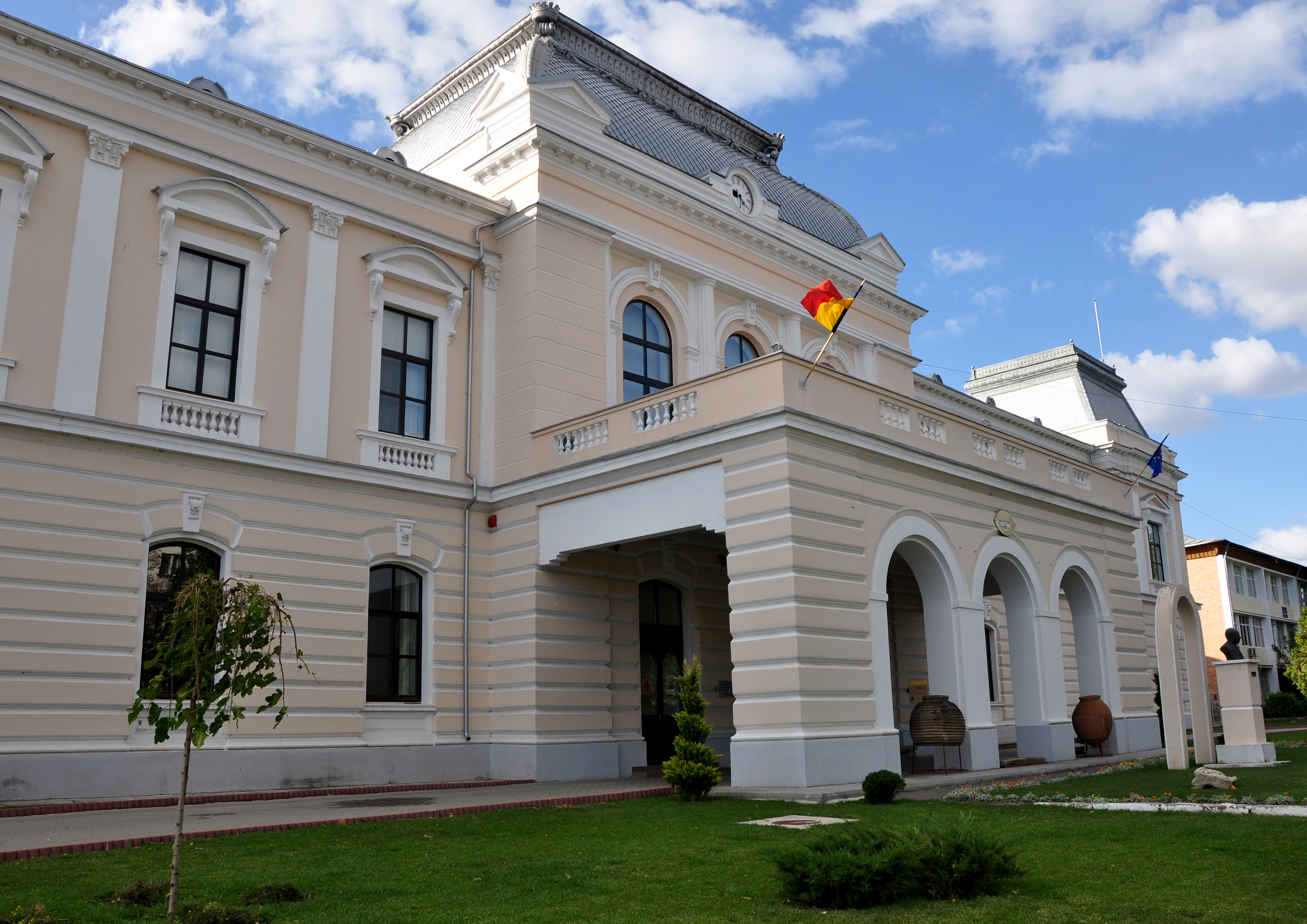
Museo "Vasile Parvan"

- National College "Gh Codreanu Rosca "Barlad
- National College "Gh Rosca Codreanu "
- Museo "Vasile Parvan"
- Fortezza di terra nel 1476 - il fondatore: Stefan cel Mare
- Teatro I. V. Popa
- Planetario
- Zoo
- "San Giorgio" (1496) (fondatore nel 1636: Vasile Lupu)
- Chiesa del Voievozi Santo "
- Chiesa di San Demetrio "
- Chiesa di San Spiridione e Annunciazione "(1825)
- Chiesa e san Paraskevi Vovidenia "
- Casa Cuza
- Casa Sturdza
- Casa Tuduri
- Casa di Bubbly
- Casa Silvian
- Casa Sutu
- Casa Rossa
- Casa Gheorghe Gheorghiu Dej
- Student Club
- Mostra Pavilion "Guguianu Marcel;
- Edificio ex banca "Risveglio"
- statua di Codreanu Gheorghe Rosca.
- Sinagoga
- Casa Memorial sergente Vlad Buhusi